# Juliana López
Juliana López Mainar (Zaragoza, 1886-Zaragoza, 1971) fue una militante anarquista aragonesa.

## Biografía
Juliana López Mainar nació en la capital aragonesa de Zaragoza. Ella era cocinera de profesión. Regentaba una casa de huéspedes en la calle Arnaldo Alcober, en el barrio de La Magdalena en Zaragoza. Allí ofreció refugio a anarquistas fugitivos y se hizo muy conocida dentro del movimiento anarquista aragonés 
En febrero de 1921 se unió al grupo anarquista Los Justicieros. El grupo la envió a ella y a Buenaventura Durruti a contactar con otros grupos anarquistas españoles, con el objetivo de crear una Federación Anarquista Ibérica. Primero fueron a Andalucía, donde convencieron a los anarquistas locales para que se federaran sobre una base regional. Luego viajaron a Madrid, pero se vieron obligados a abandonar la ciudad tras el asesinato del primer ministro Eduardo Dato. Finalmente llegaron a Barcelona, donde Domingo Ascaso les informó de los peligros que corría el movimiento local, impidiéndoles coordinarse con otros grupos anarquistas.
Preocupados por que el pistolerismo pudiera llegar a Zaragoza, Los Justicieros fueron al País Vasco a adquirir armas. Para pagar las armas, cometieron un robo a mano armada contra un pagador en Éibar, llevándose consigo 300 000 pesetas. Dividieron el dinero en dos partes, la mitad de la cual fue enviada a Bilbao, y la otra mitad López la llevó de vuelta a Zaragoza.
En junio de 1923, estuvo implicada en el asesinato del arzobispo Juan Soldevila.  Dos miembros de Los Solidarios, Francisco Ascaso y Rafael Torres Escartín, se habían reunido en su casa de huéspedes el día del ataque. La Iglesia católica presionó a las autoridades para que la arrestaran como cómplice. Posteriormente la policía registró su casa de huéspedes y ella y su familia fueron investigados. Ella fue imputada por el atentado, junto a Ascaso, Torres Escartín y Esteban Euterio Salamero Bernard. López fue finalmente condenada a seis años de prisión. Durante su encarcelamiento fue trasladada entre las cárceles de Alcalá de Henares y Zaragoza; en 1926 contrajo tuberculosis. Fue liberada en 1928.
En diciembre de 1932, se reunió con miembros de Los Solidarios en Barcelona para planificar la insurrección anarquista de enero de 1933. Durante los años de la dictadura franquista, regentó un pequeño negocio en el barrio de La Almozara en Zaragoza, donde todos sus vecinos conocían su pasado militante.